# Cỗ máy Antikythera

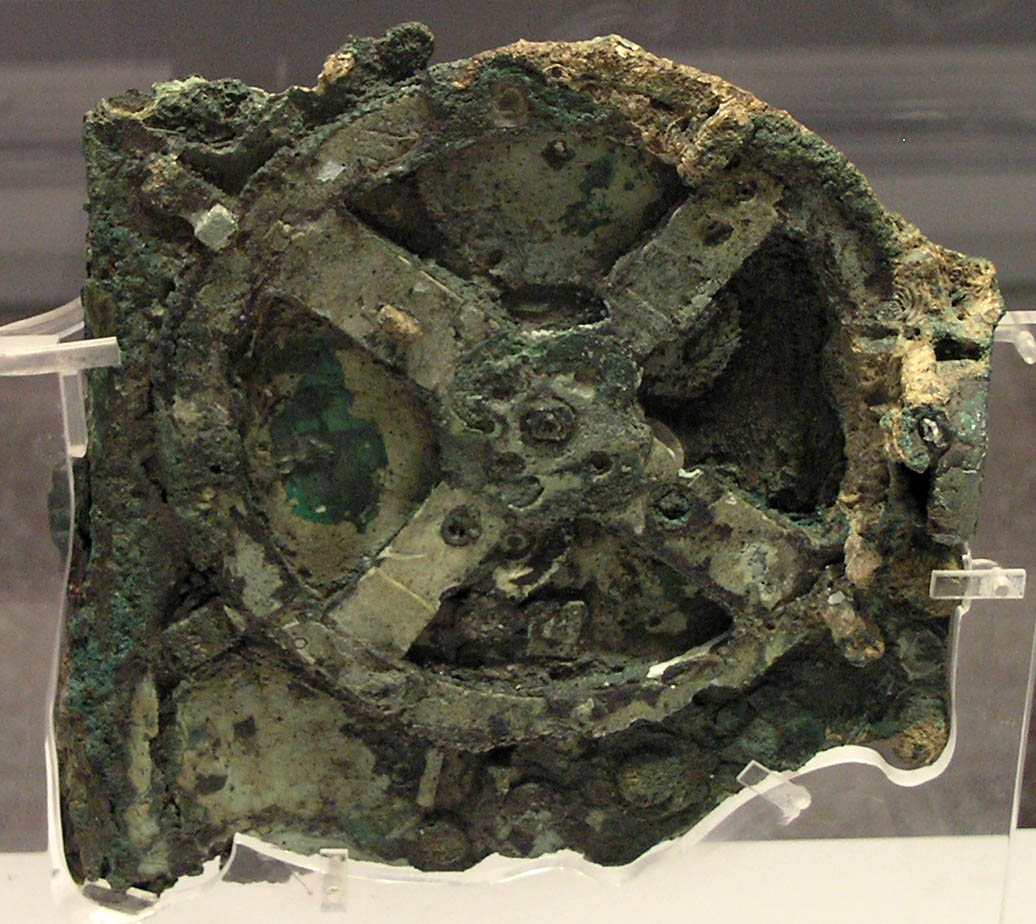
Cỗ máy Antikythera (Fragment A – front); có thể nhìn thấy là bánh răng lớn nhất trong cỗ máy, khoảng 140 mm đường kính

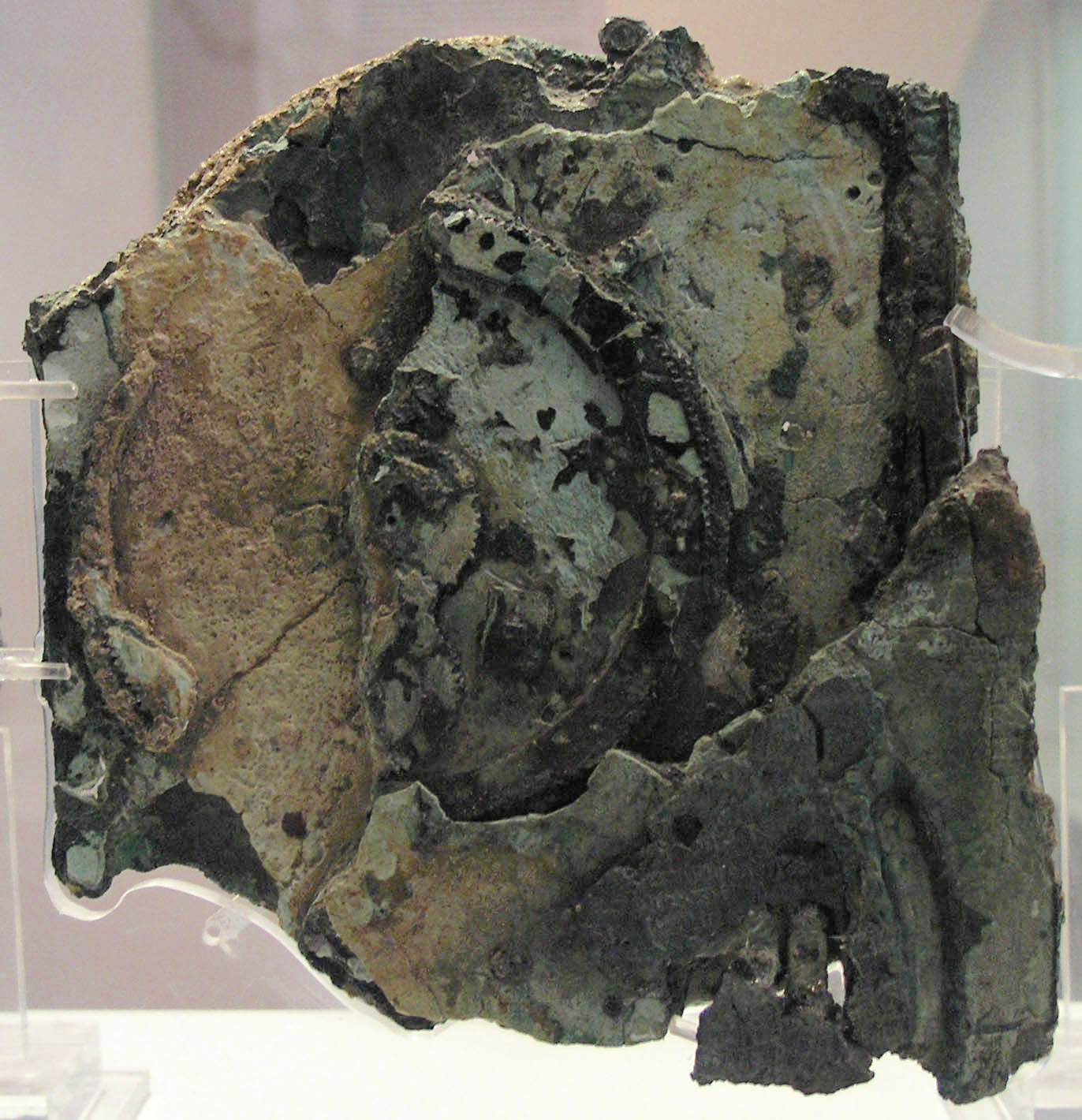
Cỗ máy Antikythera (Fragment A – back)

Cỗ máy Antikythera (/ˌæntɪkɪˈθɪərə/, /ˌæntɪˈkɪθərə/) là một máy tính analog và mô hình hệ mặt trời cơ học phát minh bởi người Hy Lạp cổ đại được sử dụng để dự đoán vị trí của các sự kiện thiên văn và nhật thực cho các mục đích về lịch và chiêm tinh trong nhiều thập niên trước. Nó cũng có thể được sử dụng để canh lịch việc đăng cai tổ chức Thế vận hội Olympic cổ đại 4 năm một lần.
Cỗ máy được phát hiện vào ngày 17 tháng 5 năm 1902 bởi nhà khảo cổ học Valerios Stais, trong số những đống đổ nát được lấy từ xác một con tàu ngoài khơi bờ biển Hy Lạp Antikythera.  Hộp số bí ẩn này được cho là do các nhà khoa học Hy Lạp thiết kế và xây dựng, có niên đại khoảng 87 TCN, hoặc từ 150 đến 100 TCN hoặc tới 205 TCN, hoặc trong một thế hệ trước con tàu đắm, vốn đã có niên đại khoảng 70-60 TCN.
Thiết bị này được đặt trong phần còn lại của hộp gỗ 340 milimét (13 in) × 180 milimét (7,1 in) × 90 milimét (3,5 in), được tìm thấy dưới dạng một khối, sau đó được chia thành ba mảnh chính hiện nay chia thành 82 mảnh riêng biệt sau công trình bảo tồn. Bốn trong số những mảnh này chứa bánh răng, trong khi chữ khắc được tìm thấy trên nhiều loại khác. Bánh răng lớn nhất có đường kính khoảng 140 milimét (5,5 in) và ban đầu có 223 răng.
Nó là một cơ chế đồng hồ phức tạp bao gồm ít nhất 30 bánh răng bằng đồng chia lưới. Một nhóm nghiên cứu do Mike Edmunds và Tony Freeth đứng đầu tại Đại học Cardiff đã sử dụng máy chụp cắt lớp X-quang hiện đại và quét bề mặt có độ phân giải cao để hình ảnh bên trong các mảnh của cơ chế bọc vỏ và đọc những chữ khắc mờ nhất từng che vỏ ngoài của máy.
Hình ảnh chi tiết của cỗ máy cho thấy rằng nó có 37 bánh răng cho phép nó theo dõi chuyển động của Mặt Trăng và Mặt Trời thông qua hoàng đạo, để dự đoán nhật thực và thậm chí mô hình quỹ đạo không đều của mặt trăng, trong đó vận tốc của mặt trăng lớn hơn tại điểm cận địa so với điểm viễn địa. Chuyển động này đã được nghiên cứu vào thế kỷ thứ 2 TCN bởi nhà thiên văn học Hipparchus của Rhodes, và có suy đoán rằng ông có thể đã tư vấn trong việc xây dựng máy.
Kiến thức về công nghệ này đã bị mất vào thời cổ đại, và các công trình công nghệ tiếp cận sự phức tạp và tay nghề của nó đã không xuất hiện trở lại cho đến khi đồng hồ thiên văn cơ học phát triển ở châu Âu trong thế kỷ thứ 14. Tất cả các mảnh vỡ được biết đến của cỗ máy Antikythera được lưu giữ tại Bảo tàng khảo cổ học quốc gia ở Athens, cùng với một số tái tạo nghệ thuật/bản sao về cỗ máy có thể đã được xem xét và làm việc.

## Lịch sử

### Khám phá cỗ máy Antikythera

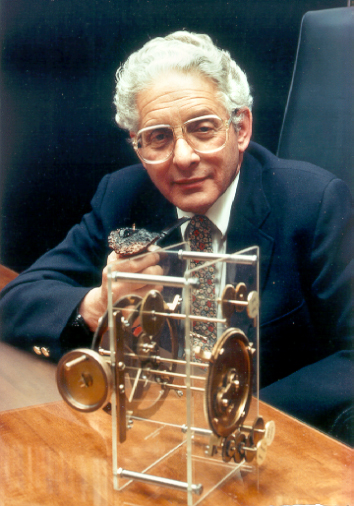
Derek J. de Solla Price (1922–1983) với mô hình của một cỗ máy Antikythera

Cỗ máy Antikythera được lấy từ độ sâu 45 mét (148 ft) dưới mực nước biển trong con tàu đắm Antikythera ngoài khơi Point Glyphadia trên đảo Antikythera của Hy Lạp năm 1901, nhiều khả năng là vào tháng Bảy. Xác tàu đã được tìm thấy vào tháng 4 năm 1900 bởi một nhóm thợ lặn biển Hy Lạp đã thu thập rất nhiều đồ tạo tác lớn, bao gồm tượng đồng và đá cẩm thạch, đồ gốm, đồ thủy tinh độc đáo, đồ trang sức, tiền xu và cỗ máy. Tất cả đều được chuyển đến Bảo tàng Khảo cổ học Quốc gia ở Athens để lưu trữ và phân tích. Cỗ máy này chỉ đơn thuần là một cục đồng và gỗ bị ăn mòn vào thời điểm đó và không được chú ý trong hai năm, trong khi nhân viên bảo tàng làm việc để ghép các bức tượng rõ ràng hơn.
Vào ngày 17 tháng 5 năm 1902, nhà khảo cổ học Valerios Stais đã phát hiện ra rằng một trong những mảnh đá có bánh răng được gắn trong đó. Ban đầu anh tin rằng đó là một chiếc đồng hồ thiên văn, nhưng hầu hết các học giả coi thiết bị là không đồng bộ, quá phức tạp để được xây dựng trong cùng thời kỳ với những phần khác đã được phát hiện. Các cuộc điều tra về đối tượng đã bị bỏ đi cho đến khi sử gia khoa học Anh và giáo sư Đại học Yale, Derek J. de Solla Price trở nên hứng thú với nó vào năm 1951. Năm 1971, nhà vật lý hạt nhân Hy Lạp Charalampos Karakalos đã tạo ra hình ảnh tia X và tia gamma của 82 mảnh vỡ.
Không biết cỗ máy này xuất hiện như thế nào trên tàu chở hàng, nhưng người ta cho rằng nó đã được đưa từ Rhodes đến Rome, cùng với một kho báu cướp bóc, để hỗ trợ một cuộc diễu hành chiến thắng do Julius Caesar tổ chức.

### Gốc
Cỗ máy Antikythera thường được gọi là "chiếc máy tính" đầu tiên trên thế giới. Chất lượng và độ phức tạp của sản xuất của cỗ máy cho thấy rằng nó đã không được phát minh trước đó trong thời kỳ Hy Lạp. Cấu tạo của nó dựa trên lý thuyết thiên văn học và toán học được phát triển bởi các nhà thiên văn học Hy Lạp, và người ta ước tính nó đã được tạo ra vào khoảng cuối thế kỷ II TCN.
Năm 1974, giá Derek de Solla kết thúc từ thiết lập bánh răng và chữ khắc trên khuôn mặt của cỗ máy mà nó đã được thực hiện khoảng năm 87 TCN và chỉ mất vài năm sau đó. Jacques Cousteau và các cộng sự đã đến thăm xác tàu vào năm 1976 và thu hồi các đồng tiền có niên đại từ năm 76 đến năm 67 TCN. Trạng thái ăn mòn tiên tiến của cỗ máy khiến các nhà khoa học không thể phân tích thành phần chính xác của nó, nhưng người ta tin rằng thiết bị được làm bằng hợp kim đồng thiếc thấp (khoảng 95% đồng, 5% thiếc).
Năm 2008, nghiên cứu tiếp theo của Dự án Nghiên cứu Cơ chế Antikythera đã gợi ý rằng khái niệm về cỗ máy có thể bắt nguồn từ các thuộc địa Corinth, vì chúng đã xác định lịch trên Xoắn ốc Metonic khi đến từ Corinth hoặc một trong các thuộc địa của nó ở Tây Bắc Hy Lạp hoặc Sicily  Syracuse là một thuộc địa của Cô-rinh-tô và là nhà của Archimedes, và dự án Nghiên cứu Cơ chế Antikythera đã lập luận trong năm 2008 rằng nó có thể ám chỉ mối liên hệ với trường phái Archimedes. Tuy nhiên, gần đây nó đã được chứng minh rằng lịch trên Metonic Spiral thực sự thuộc loại Corinth nhưng không thể là của Syracuse. Một giả thuyết khác cho thấy rằng tiền xu được tìm thấy bởi Jacques Cousteau tại khu vực xác tàu vào những năm 1970 cho đến thời điểm xây dựng thiết bị, và cho rằng nguồn gốc của nó có thể là từ thành phố Pergamon Hy Lạp cổ đại, nhà của Thư viện Pergamum. Với nhiều cuộn giấy của nghệ thuật và khoa học, nó chỉ đứng thứ hai trong tầm quan trọng của Thư viện Alexandria trong thời kỳ Hy Lạp.
Con tàu mang thiết bị này cũng chứa bình hoa theo phong cách Rhodian, dẫn đến giả thuyết rằng nó được xây dựng tại một học viện được thành lập bởi nhà triết học Stoic Posidonius trên hòn đảo Hy Lạp đó. Rhodes là một cảng thương mại bận rộn thời cổ đại và là trung tâm thiên văn học và kỹ thuật cơ khí, quê hương của nhà thiên văn học Hipparchus, người đã từng sống trong khoảng thời gian từ năm 140 TCN đến năm 120 TCN. Cỗ máy này sử dụng lý thuyết của Hipparchus về sự chuyển động của mặt trăng, điều này gợi ý khả năng mà ông có thể đã thiết kế nó hoặc ít nhất là đã làm việc với nó. Ngoài ra, gần đây người ta đã lập luận rằng các sự kiện thiên văn trên Parapegma của cỗ máy Antikythera hoạt động tốt nhất cho vĩ độ trong khoảng 33,3-37,0 độ về phía bắc đảo Rhodes nằm giữa vĩ độ 35,85 và 36,50 độ Bắc.
Vào năm 2014, một nghiên cứu của Carman và Evans đã lập luận về một cuộc khám phá niên đại mới khoảng 200 TCN dựa trên việc xác định ngày khởi đầu trong chu kỳ Saros là tháng âm lịch bắt đầu ngay sau Mặt Trăng mới ngày 28 tháng 4 năm 205 TCN. Hơn nữa, theo Carman và Evans, phong cách số học của Babylonian phù hợp hơn nhiều so với các mô hình dự đoán thiết bị là kiểu lượng giác truyền thống của Hy Lạp. Một nghiên cứu của Paul Iversen được công bố vào năm 2017 rằng nguyên mẫu cho thiết bị thực sự là từ Rhodes, nhưng mô hình đặc biệt này đã được sửa đổi cho khách hàng từ Epirus ở tây bắc Hy Lạp và có thể được xây dựng trong một thế hệ con tàu đắm.
Hơn nữa, việc lặn đang được thực hiện với hy vọng khám phá thêm về các mảnh của cỗ máy.

## Sự miêu tả
Cỗ máy ban đầu dường như đã xuất hiện từ Địa Trung Hải như một thiết bị duy nhất. Ngay sau đó nó bị gãy thành ba phần chính. Những mảnh nhỏ khác đã bị phá vỡ tạm thời trong một khoảng thời gian để làm sạch và xử lý, và các mảnh vụn khác vẫn còn được tìm thấy trên đáy biển sau chuyến thám hiểm Cousteau. Một số bộ phận khác vẫn có thể đang bị cất giữ, chưa được khám phá kể từ lần phục hồi ban đầu của chúng. Trong số 82 mảnh vỡ đã biết, bảy mảnh vỡ có ý nghĩa cơ học và chứa phần lớn cơ chế và chữ khắc. Ngoài ra còn có 16 phần nhỏ hơn có chứa chữ khắc phân đoạn và không đầy đủ.

### Sách
- Lin, Jian-Liang; Yan, Hong-Sen (2016). Decoding the Mechanisms of Antikythera Astronomical Device. Berlin [u.a.]: Springer. ISBN 9783662484456.
- Allen, M.; Ambrisco, W.; e.a. (2016). The Inscriptions of the Antikythera Mechanism. Almagest 7.1. Turnhout: Brepols Publishers. ISSN 1792-2593.
- James, Peter; Thorpe, Nick (1995). Ancient Inventions. New York: Ballantine. ISBN 0-345-40102-6.
- Marchant, Jo (ngày 6 tháng 11 năm 2008). Decoding the Heavens: Solving the Mystery of the World's First Computer. William Heinemann Ltd. ISBN 0-434-01835-X.
- Rosheim, Mark E. (1994). Robot Evolution: The Development of Anthrobotics. John Wiley & Sons. ISBN 0-471-02622-0.
- Russo, Lucio (2004). The Forgotten Revolution: How Science Was Born in 300 BC and Why It Had To Be Reborn. Berlin: Springer. ISBN 3-540-20396-6.
- Steele, J. M. (2000). Observations and Predictions of Eclipse Times by Early Astronomers. Dordrecht: Kluwer Academic. ISBN 0-7923-6298-5.
- Stephenson, F. R. (1997). Historical Eclipses and the Earth's Rotation. Cambridge, UK: Cambridge Univ. Press. ISBN 0-521-46194-4.
- Toomer, G. J. (1998). Ptolemy's Almagest. Translated by Toomer, G. J. Princeton, New Jersey: Princeton Univ. Press.

### Tạp chí
- Bromley, A. G. (1990). “The Antikythera Mechanism”. Horological Journal. 132: 412–415.
- Bromley, A. G. (1990). “The Antikythera Mechanism: A Reconstruction”. Horological Journal. 133 (1): 28–31.
- Bromley, A. G. (1990). “Observations of the Antikythera Mechanism”. Antiquarian Horology. 18 (6): 641–652.
- Carman, C. C.; Di Cocco, M. (2016). “The Moon Phase Anomaly in the Antikythera Mechanism”. ISAW Papers. 11.
- Charette, François (2006). “High tech from Ancient Greece”. Nature. 444 (7119): 551–552. Bibcode:2006Natur.444..551C. doi:10.1038/444551a. PMID 17136077.
- Edmunds, Mike & Morgan, Philip (2000). “The Antikythera Mechanism: Still a Mystery of Greek Astronomy”. Astronomy & Geophysics. 41 (6): 6–10. Bibcode:2000A&G....41f..10E. doi:10.1046/j.1468-4004.2000.41610.x. (The authors mention that an "extended account" of their researches titled "Computing Aphrodite" is forthcoming in 2001, but it does not seem to have appeared yet.)
- Freeth, T. (2002). “The Antikythera Mechanism: 1. Challenging the Classic Research”. Mediterranean Archeology and Archeaometry. 2 (1): 21–35.
- Freeth, T. (2002). “The Antikyhera Mechanism: 2. Is it Posidonius' Orrery?”. Mediterranean Archeology and Archeaometry. 2 (2): 45–58.
- Freeth, T.; Bitsakis, Y.; Moussas, X.; Seiradakis, J. H.;  và đồng nghiệp (2006). “Decoding the ancient Greek astronomical calculator known as the Antikythera Mechanism”. Nature. 444 (7119): 587–591. Bibcode:2006Natur.444..587F. doi:10.1038/nature05357. PMID 17136087.
- Freeth, T. (2009). “Decoding an Ancient Computer”. Scientific American. 301 (6): 76–83. Bibcode:2009SciAm.301f..76F. doi:10.1038/scientificamerican1209-76. PMID 20058643.
- Freeth, T.; Jones, A. (2012). “The Cosmos in the Antikythera Mechanism”. ISAW Papers. 4.
- Jones, A. (1991). “The adaptation of Babylonian methods in Greek numerical astronomy”. Isis. 82 (3): 440–453. doi:10.1086/355836.
- Price, D. de S. (1959). “An Ancient Greek Computer”. Scientific American. 200 (6): 60–67. Bibcode:1959SciAm.200f..60P. doi:10.1038/scientificamerican0659-60.
- Spinellis, Diomidis (tháng 5 năm 2008). “The Antikythera Mechanism: A Computer Science Perspective”. Computer. 41 (5): 22–27. doi:10.1109/MC.2008.166.
- John A. Koulouris,(Esq.) (2008). “The Heavens of Poseidon: The History and Discovery of the AntiKythera Mechanism (In GREEK)” (PDF). IN NOMINE Portal. 1: 1–12.
- Steele, J. M. (2000). “Eclipse prediction in Mesopotamia”. Arch. Hist. Exact Sci. 54 (5): 421–454. Bibcode:2000AHES...54..421S. JSTOR 41134091.
- Weinberg, G. D.; Grace, V. R.; Edwards, G. R.; Robinson, H. S.;  và đồng nghiệp (1965). “The Antikythera Shipwreck Reconsidered”. Trans. Am. Philos. Soc. 55 (New Series) (3): 3–48. doi:10.2307/1005929. JSTOR 1005929.
- Edmunds, M. G. (2014). “The Antikythera Mechanism and the Mechanical Universe”. Contemporary Physics. 55: 263–285. Bibcode:2014ConPh..55..263E. doi:10.1080/00107514.2014.927280.

### Khác
- Jo Marchant, Archimedes and the 2000-year-old computer  New Scientist, ngày 12 tháng 12 năm 2008
- Rice, Rob S. (4–ngày 7 tháng 9 năm 1997). The Antikythera Mechanism: Physical and Intellectual Salvage from the 1st Century B.C. USNA Eleventh Naval History Symposium. Thessaloniki. tr. 19–25. Kiểm tra giá trị ngày tháng trong: |date= (trợ giúp)
- Loz Blain (ngày 16 tháng 11 năm 2011). “Hublot Antikythera Mechanism Watch”. newatlas.com. Truy cập ngày 24 tháng 7 năm 2017. Hublot.
- Panos, Kristina (2015). “The Antikythera Mechanism”. Hackaday. Truy cập ngày 24 tháng 11 năm 2015.